# Varanus semotus
Varanus semotus — вид варанів, ендемік острова Муссау в Папуа-Новій Гвінеї. Належить до видового комплексу Varanus doreanus.

## Таксономія
Видова назва semotus латиною означає «віддалений», оскільки цей вид ізольований від своїх найближчих родичів на кілька сотень кілометрів, оскільки зустрічається лише на острові Муссау.

## Розповсюдження
Це ендемік острова Муссау в Папуа-Новій Гвінеї. Хоча колись, ймовірно, поширений у всьому Муссау, зараз він обмежений невеликою прибережною територією острова через лісозаготівлю. Однак він все ще поширений у своєму нинішньому ареалі, де його можна знайти на пальмах, чагарниках та іншій сухій прибережній рослинності. Є непідтверджені повідомлення про те, що цей вид також зустрічається на острові Емірау.

## Опис
Varanus semotus острова Муссау досягає трохи більше 1 метра в довжину. Він має блідо-жовтий язик, що є спільною характеристикою комплексу видів V. doreanus. Має мармурове горло чорного та кремового кольорів і смугастий хвіст із різними рівнями блакитного забарвлення. Молоді особини чорні з яскравішим малюнком, з білими плямами на голові, помаранчевими плямами на спині та блідо-зеленими або кремовими смугами на хвості.

## Дієта
Як і інші варани комплексу видів V. doreanus, Varanus semotus харчуються відносно великою кількістю здобичі хребетних, особливо в порівнянні з іншими варанами підроду Euprepriosaurus. Повідомлялося, що він харчується сцинками, птахами, яйцями та крабами. Це єдиний великий наземний хижак і падаль на острові Муссау.